# Anhui
Anhui ou Anuei (em chinês: 安徽; romaniz.: Anhui) é uma província da República Popular da China. Tem uma área de aproximadamente 139 400 km² e uma população de 72 270 000 habitantes. A capital de Anuei é Hefei. A população é constituída maioritariamente por habitantes de etnia Han (99%), existindo 1% de habitantes de etnia Hui.

## Geografia
Anuei é bastante diversificado topograficamente. O norte da província é parte da planície norte da China, enquanto as áreas do centro-norte fazem parte do Huai. Ambas regiões são muito planas e densamente povoadas. A terra torna-se mais desigual mais ao sul, com as montanhas ocupando grande parte do sudoeste e uma série de colinas e faixas cortando o sudeste. 
O rio Yangtze encontra o seu caminho através de sul entre essas duas regiões montanhosas. Os rios principais incluem o Huai, no norte e o Yangtze, no sul. O maior lago é o Chaohu no centro da província, com uma área de cerca de 800 km 2.
Tal como acontece com a topografia, a província difere em clima de norte a sul. O norte é mais temperado e tem estações mais brandas. As temperaturas de janeiro são em média torno de -1 a 2 ° C ao norte, sendo de 0 a 3 ° C, ao sul. De julho a setembro a média de 27 ° C com chuvas acima da media que pode causar inundações . 

## Recursos Naturais
A terra na província de Anuei é muito fértil e adequado para vários tipos de culturas. A área de plantio de grãos cobre 5.7136 milhões de hectares e a área de irrigação efetiva é de 3.3024 milhões de hectares.

### Recursos hídricos
A quantidade total de água de toda a província é de cerca de 78,3 bilhões de metros cúbicos. Há trabalhos de irrigação importantes como a Pishihang engenharia de irrigação,e Simashan guiando a engenharia de irrigação e etc.

### Recursos de animais e plantas
A cobertura florestal em toda a província é de 41.800 quilômetros quadrados, cobrindo 12%. Existem variedades abundantes de plantas, incluindo mais de 300 tipos de plantas lenhosas, e mais de 2.100 tipos de ervas. Existem também mais de 500 espécies de animais, incluindo 54 tipos de animais protegidos por chave nacional, como o jacaré chinês o mais precioso e o peixe-gato de barbatana branca.

### Recursos Minerais
Anuei é uma grande província com recursos minerais, com grandes variedades e reservas abundantes. Existem 160 tipos de minerais que já foram encontrados, e 71 tipos foram verificados nas reservas. O valor potencial dos produtos minerais é de cerca de 2.000 bilhões de Yuan. Entre eles, 38 tipos classificam o top 10 em todo o país e o carvão, ferro, cobre, enxofre e alunite são considerados os cinco minerais superiores.

## Desenvolvimento Industrial
Em 2016, a área semeada de grãos foi de 6,6446 milhões de hectares, um aumento de 11,7 mil hectares em relação ao ano anterior; A área semeada de lavouras oleaginosas foi de 731,1 mil hectares, queda de 41 mil hectares; A área semeada de algodão foi de 183,4 mil hectares, redução de 49,1 mil hectares; E a área semeada de hortaliças foi de 920,2 mil hectares, um aumento de 20,4 mil hectares. A produção total de grãos em 2016 foi de 34,175 milhões de toneladas, uma queda de 1,206 milhão de toneladas, ou uma queda de 3,4% em relação ao ano anterior. Deste total, a produção de colheitas de verão foi de 13,877 milhões de toneladas, uma queda de 270 mil toneladas ou uma queda de 1,9 por cento; A de grãos de outono foi 19.321 milhões de toneladas, uma diminuição de 821 mil toneladas ou para baixo de 4,1 por cento. A produção de oleaginosas foi de 2,148 milhões de toneladas, decrescendo 5,7% e o de algodão foi de 185 mil toneladas, 20,9% menos.

### Setor de serviços
Em 2015, as vendas totais de bens de consumo chegaram a 890,8 mil milhões de yuans, um crescimento de 12% em relação ao ano anterior, ou um crescimento real de 12,3%, após dedução dos fatores de preço. Uma análise em diferentes áreas mostrou que as vendas no varejo de bens de consumo em áreas urbanas foram de 785,64 mil milhões de yuans, um aumento de 11,9% e que em áreas rurais atingiu 105,16 mil milhões de yuans, um aumento de 12,5%. Agrupadas pelos padrões de consumo, as vendas no varejo de commodities foram de 815,86 mil milhões de yuans, um aumento de 11,9%, e as de restauração foram 74,94 mil milhões de yuans, um aumento de 12,1%. As vendas on-line de varejo de 178 empresas acima do tamanho designado envolvidos no negócio de varejo on-line que são levados em conta atingiu 11,45 mil milhões de yuans, um aumento de 77,8%. 
Do total de vendas de commodities por empresas acima do tamanho designado, o crescimento ano-a-ano das vendas de alimentos, roupas e uso diário foi de 15,5%, 3% e 6,3%, para grãos e óleo 15,6%, e para a carne, aves e ovos 17,9%. O crescimento da roupa foi de 3,5%, para as necessidades diárias 8,%, para os medicamentos tradicionais e medicamentos ocidentais 9,1%, para eletrodomésticos e equipamentos de áudio e vídeo 2,2%, para mobiliário 22%, para equipamentos de telecomunicações 16%, para petróleo e produtos petrolíferos 14%, para materiais de construção e decoração 14% e para veículos motorizados 8,2%.

### Turismo
O ano de 2015 registou 4.446 milhões de visitantes de entrada para o Anuei, um crescimento ano-a-ano de 9,8%, dos quais 2.592 milhões foram estrangeiros, um aumento de 11,3%; 1.854 milhões foram compatriotas chineses de Honcongue, Macau e Taiuã, um aumento de 7,7%. O número de turistas domésticos totalizou 444 milhões, um aumento de 17,2%. A receita do turismo totalizou 412,02 mil milhões de yuans, um aumento de 20,4%. Desse total, os ganhos cambiais do turismo totalizaram 2,26 mil milhões de yuans, um aumento de 23%, e a receita do turismo doméstico totalizou 398,05 mil milhões de yuans, um aumento de 20,3%. Até o final de 2015, houve 560 pontos turísticos no nível A ou acima em Anuei.

### Finança
A receita fiscal totalizou 401,2 bilhões de yuans em 2015, um aumento de 9,5% em relação ao ano anterior. Do total, a receita local foi de 245,4 bilhões de yuans, um aumento de 10,6 por cento. Do total da receita fiscal, as receitas fiscais atingiram 331,1 bilhões de yuans, aumentando 6,6%: o imposto de valor agregado aumentou 5,2%, o imposto comercial de 8,7% e o imposto de renda da empresa em 7,7%. As despesas fiscais foram de 523 bilhões de yuans, um aumento de 12,1%, das quais as despesas para sustento das pessoas foram de 437,9 bilhões de yuans, um aumento de 13,8%. Em termos de grandes rubricas de despesa, as despesas com a segurança social eo emprego aumentaram 20 por cento, 13,9 por cento para a medicina e a saúde, 12,1 por cento para as comunidades urbanas e rurais, 12 por cento para a ciência e a tecnologia, Por 14 por cento. Um total de 72,65 bilhões de yuans foi investido em 33 projetos de subsistência para beneficiar mais de 60 milhões de residentes urbanos e rurais. 
Em 2015, o financiamento total chegou a 357,46 bilhões de yuans, diminuiu 68,76 bilhões de yuans em relação a 2014, uma queda de 16,1%. Depósito de poupança em Renminbi em todos os itens das instituições financeiras totalizaram 3.448,29 bilhões de yuans no final de 2015, um aumento de 439,21 bilhões de yuans ou 14,2 por cento. Deste total, o depósito de poupança das instituições foi 1.026,84 bilhões de yuans, um aumento de 14,1 por cento; Depósitos poupança doméstica 1,701.53 bilhões de yuans, um aumento de 12,1 por cento. Empréstimos em Renminbi em todos os itens de instituições financeiras atingiu 2.548,9 bilhões de yuans, um aumento de 340,08 bilhões de yuans ou 15,4 por cento sobre o início de 2015. Desse total, empréstimos de curto prazo foi de 834,79 bilhões de yuans, um aumento de 8,4 por cento; Médio e longo prazo 1,515.81 bilhões de yuans, um aumento de 15,1 por cento, dos quais empréstimos pessoais foram 627,58 bilhões de yuans, um aumento de 19,6 por cento.
Os fundos levantados em 2015 pelas empresas através da emissão de ações e direitos de ações no mercado de ações totalizaram 27,18 bilhões de yuans, um aumento de 8,18 bilhões de yuans em relação ao ano anterior. Deste total, 8 A-partes foram emitidas, recebendo 4,01 bilhões de yuans no valor total de capital. O refinanciamento de ações A (incluindo ações de racionamento, público recentemente emitido, não-público recentemente emitido e warrants) recebeu 17,82 bilhões de yuans. As companhias listadas financiaram 5,35 bilhões de yuans através de obrigações convertíveis, obrigações com warrants anexos, obrigações empresariais e outros títulos. Até o final de 2015, havia 88 empresas listadas em Anuei com o valor total de mercado de 1,123.43 bilhões de yuans, um aumento de 59,5 por cento em relação ao ano anterior. 
Em 2015, 100 milhões de iuanes SME títulos de colocação privada e 83,85 bilhões de yuans títulos de financiamento de curto prazo foram emitidos. 
O volume de transação de agentes de segurança interna em Anuei ascendeu a 8,253.37 bilhões de yuans, e que de pechinchas de tempo foi de 25.880 milhões de yuan. 
O prêmio recebido pelas companhias de seguros totalizou 69,89 bilhões de yuans em 2015, um aumento de 22,1% em relação ao ano anterior. Deste total, prémio de seguro de propriedade ascendeu a 27,34 bilhões de yuans, um aumento de 13,2 por cento, e prêmio de seguro de vida 42,56 bilhões de yuans, um aumento de 28,6 por cento. As companhias de seguros pagaram uma indenização no valor de 27,69 bilhões de yuans, um aumento de 18,1%, sendo que a indenização de seguros de propriedade foi de 14,02 bilhões de yuans, um aumento de 10% e uma indenização de seguro de vida de 13,67 bilhões de yuans, um aumento de 27,8%.

## História
Anuei é um dos berços mais importantes da civilização pré-histórica da China. Descobriu-se que mesmo à 2.5 milhões de anos atrás, os seres humanos habitavam já o local na caverna invertida de V (a forma do caráter chinês do "homem") no condado de Fanchang. O local do Sinanthropus do condado de Hexian da idade do Paleolithic (300.000 ou 400.000 anos atrás) foi escavado na caverna da piscina do dragão do condado de Hexian. Estas escavações demonstraram que muitas gerações de pessoas viveram nesta área desde a remota antiguidade. Durante a Era Neolítica (entre 4 e 10 mil anos atrás), Anuei pertenceu aos domínios culturais de Yangshao, Longshan,e Qingnianand Veined Chinaware.

### Evolução histórica
O local de Xuejiagang, escavado no condado de Qianshan, tem uma longa história de aproximadamente 5.000 a 6.000 anos. Este local cultural antigo, revelando relíquias neolíticas na maior parte, é de grande importância na pesquisa da cultura primitiva nos alcances médio e mais baixo do rio de Yangtze. Yu, o fundador historicamente reputado da Dinastia Xia, tinha uma estreita relação com Anuei. De acordo com os registros históricos, Yu se encontrou com os senhores locais em Tushan e todos os senhores pagaram tributos a ele. Tushan é o antigo condado de Dangtu na cidade de Horsehead de hoje, a sudeste do condado de Huaiyuan em Anuei. Bozhou era uma vez a capital do estado de Chengtang na Dinastia Shang (entre 1.600 a 1.100 BC), quando o Shouchun antigo (condado de Shouxian de hoje) era a capital do estado atrasado de Chu no período dos Estados guerreiros (475-221 BC). O antigo caldeirão de tripé de cobre escavado dos túmulos da Dinastia Chu é apenas um pouco mais leve do que o Simuwu Rectangle Ding, um recipiente de cozinhar de bronze com duas alças de loop e quatro patas, da Dinastia Shang. Na Dinastia Qin, de acordo com a divisão administrativa naquela época, a área ao norte do Rio Huai pertencia à Prefeitura de Tang e à Prefeitura de Sishui, a área entre o Rio Huaihe e o Rio Yangtze pertencia à Prefeitura de Jiujiang e a área sul até a Rio Yangtze pertencia a Zhang Prefecture. Durante o Han Oriental e dinastias ocidentais Han, Anuei pertencia a Yang, Yu e Xu prefeituras. No período dos Três Reinos (DF 222-280), Anuei foi dominado pelo Estado de Wu e o Estado de Wei, e foi um campo de batalha inúmeras vezes. No período da Dinastia Jin, dinastias do Sul e do Norte e da Dinastia Sui, Anuei pertencia respectivamente a Yang, Xu e prefeituras Yu. Na Dinsatia Song, o comercio de Hui floresceu rapidamente, economia e cultura da província de Hui criou grande influência sobre toda a nação. 
Na dinastia Iuã, Anuei foi governado pela província de Henan, Jiang e Zhe, províncias administrativas. Na Dinastia Ming, Anuei estava sob a administração direta da Capital de Nanjing, e a província foi subdividida em sete prefeituras e quatro condados: Províncias de Anqing, Huizhou, Ningguo, Chizhou, Taiping, Luzhou e Fengyang, Chu, He, Xu e condados de Guangde . Na dinastia Chingue, Anuei foi ajustado acima como uma província com oito prefeituras e cinco condados: Huizhou, Ningguo, Chizhou Taiping Anqing, Luyang, Fengyang, Yingzhouprefectures, e Guangde, Chu, ele, condados de Lu'an. No início da República da China (1912-1949), Anuei foi dividido em Wuhu, Anqing e Huaisi prefeituras. Após a fundação da República Popular da China, Anuei foi dividido em duas prefeituras do norte de Anuei e Anuei do Sul, com Hefei como a capital do norte de Anuei e Wuhu a capital do sul de Anuei. Em 1952, Anuei do norte e Anuei do sul foram fundidos para dar forma à província de Anuei, e Hefei foi selecionado como a capital provincial.

## Cidades
A seguinte lista mostra as 10 cidades mais populosas de Anuei, sendo que a primeira, Hefei, é a capital da província.
| Nome da cidade        | Nome em chinês | População (em 2006) |
| --------------------- | -------------- | ------------------- |
| 1 . Hefei             | 合肥           | 4 406 741           |
| 2 . Huainan           | 淮南           | 1 075 754           |
| 3 . Huaibei           | 淮北           | 932 185             |
| 4. Bengbu             | 蚌埠           | 585 037             |
| 5 . Ma'anshan         | 马鞍山         | 545 534             |
| 6 . Wuhu              | 芜湖           | 510 997             |
| 7 . Anqing            | 安庆           | 364 404             |
| 8 . Tongling          | 铜陵           | 316 407             |
| 9 . Chuzhou           | 滁州           | 295 324             |
| 10 . Suzhou (Soochow) | 宿州           | 207 000             |

## Subdivisões

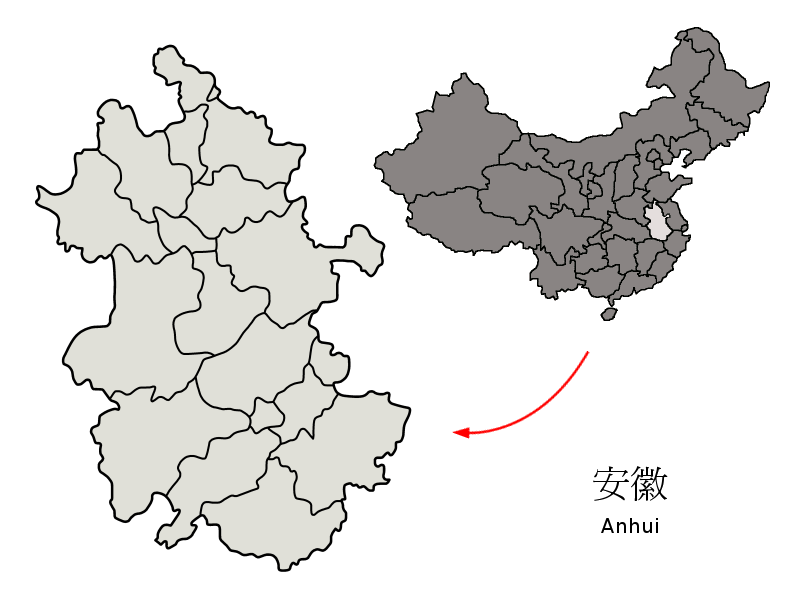
Mapa das subdivisões de Anuei

Na província de Anuei existem:
- nível prefeitural:
  - 17 cidades administrativas
- nível distrital:
  - 5 cidades com nível distrital
  - 56 comarcas
  - 44 distritos